# Pablo Batalla
Pour les articles homonymes, voir Batalla.
Pablo Martín Batalla, né le 16 janvier 1984 à Córdoba (Argentine), est un footballeur argentin.

## Biographie
Pablo Batalla commence le football dans le club argentin de Vélez Sarsfield, il débute en championnat argentin le 6 juillet 2003 à l'âge de 19 ans contre Colón (0-1), en rentrant à la 76e minute à la place de son compatriote Leandro Gracián. La saison suivante Batalla joue beaucoup plus (20 matchs), il participe avec son club de Vélez à la deuxième place du tournoi Apertura derrière Newell's Old Boys, il est appelé pour jouer la Copa Libertadores 2004 et joue 6 matchs en phase de groupe. Lors de la saison 2005, il remporte le tournoi Clausura, il dispute seize matchs et marque un but.
Le 3 juillet 2005, il est prêté au club mexicain de CF Pachuca pour une demi-saison. Il participe à dix rencontres. 
En janvier 2006, il retourne dans son club de Vélez Sarsfield mais il joue très peu juste le temps de marquer un but lors des quarts de finale de la Copa Libertadores 2006 contre les Mexicains de Chivas de Guadalajara (1-2), et de participer à la Copa Sudamericana 2006.
Pour gagner du temps, il est encore prêté en janvier 2007 pour six mois dans le club argentin de Quilmes AC et joue dix-sept matchs pour inscrire trois buts, il est de nouveau prêté pour six mois à Gimnasia La Plata, puis retourne en prêt à Quilmes AC en deuxième division pour six autres mois.
Il est de nouveau prêté en Colombie en juillet 2008, dans un club important du pays le Deportivo Cali, il dispute la Copa Sudamericana 2008.
En juillet 2009, il décide de réaliser un changement radical dans sa carrière en signant dans le club turc de Bursaspor. Dès sa première saison, il réalise une très belle saison avec son club, il marque 8 buts en 26 rencontres de championnat, il est champion de Turquie pour la première fois dans l'histoire du club. Il participe l'année suivante à la Ligue des Champions, il joue son premier match européen contre les écossais des Glasgow Rangers (0-1) le 29 septembre 2010. Il marque un but lors de la déroute des turcs contre les Espagnols du Valence CF (1-6). Malheureusement, son club termine à la dernière place de son groupe, et l'aventure européenne de Bursaspor s'arrête.
Enchainant de très bonnes saisons, Batalla est vu comme une légende par les supporters du club et du pays. 
En février 2014, il signe en faveur du club chinois du Beijing Guoan pour un montant de 3.5 Millions d'euros. Après avoir passé un an et demi en Chine, Pablo Martin Batalla revient.
En janvier 2016 au Club de Bursaspor avec un contrat de deux ans et demi lors de son arrivée le 12 janvier 2016, plus de 500 supporters l'ont accueilli à l’aéroport.
En mai 2018, Pablo Martín Batalla (PMB) annonce au club qu'il arrête sa carrière à Bursaspor pour aller jouer une dernière année dans le pays où il a grandi avant d'arrêter le football en tant que joueur. Il rejoint son premier club de cœur, Vélez Sarsfield, qui est actuellement en D1 Argentine.

## Palmarès
| - Vélez Sarsfield - Championnat argentin Apertura - Finaliste : 2004. - Championnat argentin Clausura - Vainqueur : 2005. |  | - Bursaspor - Championnat de Turquie - Vainqueur : 2010. - Supercoupe de Turquie - Finaliste : 2010. |

## Statistiques
| Saison      | Club              | Pays               | Championnat         | Coupes nationales | Coupes Continentales  |
| ----------- | ----------------- | ------------------ | ------------------- | ----------------- | --------------------- |
| 2002 - 2003 | Vélez Sársfield   | Primera división   | 1 match             | -                 | -                     |
| 2003 - 2004 | Vélez Sarsfield   | Primera división   | 25 matchs           | -                 | 6 matchs (CL)         |
| 2004 - 2005 | Vélez Sarsfield   | Primera división   | 16 matchs / 1 but   | -                 | -                     |
| 2005 - 2006 | CF Pachuca        | Primera división   | 10 matchs           | -                 | -                     |
| 2005 - 2006 | Vélez Sarsfield   | Primera división   | 3 matchs            | -                 | 3 matchs / 1 but (CL) |
| 2006 - 2007 | Vélez Sarsfield   | Primera división   | 5 matchs            | -                 | 1 match (CS)          |
| 2006 - 2007 | Quilmes AC        | Primera división   | 17 matchs / 3 buts  | -                 | -                     |
| 2007 - 2008 | Gimnasia La Plata | Primera división   | 14 matchs / 1 but   | -                 | -                     |
| 2007 - 2008 | Quilmes AC        | Segunda división   | 7 matchs / 1 but    | -                 | -                     |
| 2008        | Deportivo Cali    | Copa Mustang       | 21 matchs / 2 buts  | -                 | 2 matchs (CS)         |
| 2009        | Deportivo Cali    | Copa Mustang       | 20 matchs / 10 buts | -                 | -                     |
| 2009 - 2010 | Bursaspor         | Türkcell Süper Lig | 26 matchs / 8 buts  | 5 matchs / 1 but  | -                     |
| 2010 - 2011 | Bursaspor         | Türkcell Süper Lig | 31 matchs / 3 buts  | 3 matchs          | 3 matchs / 1 but (C1) |
| 2011 - 2012 | Bursaspor         | Türkcell Süper Lig | 28 matchs / 7 buts  | -                 | 4 matchs (C3)         |

Dernière mise à jour le 26 février 2012